# André Le Breton

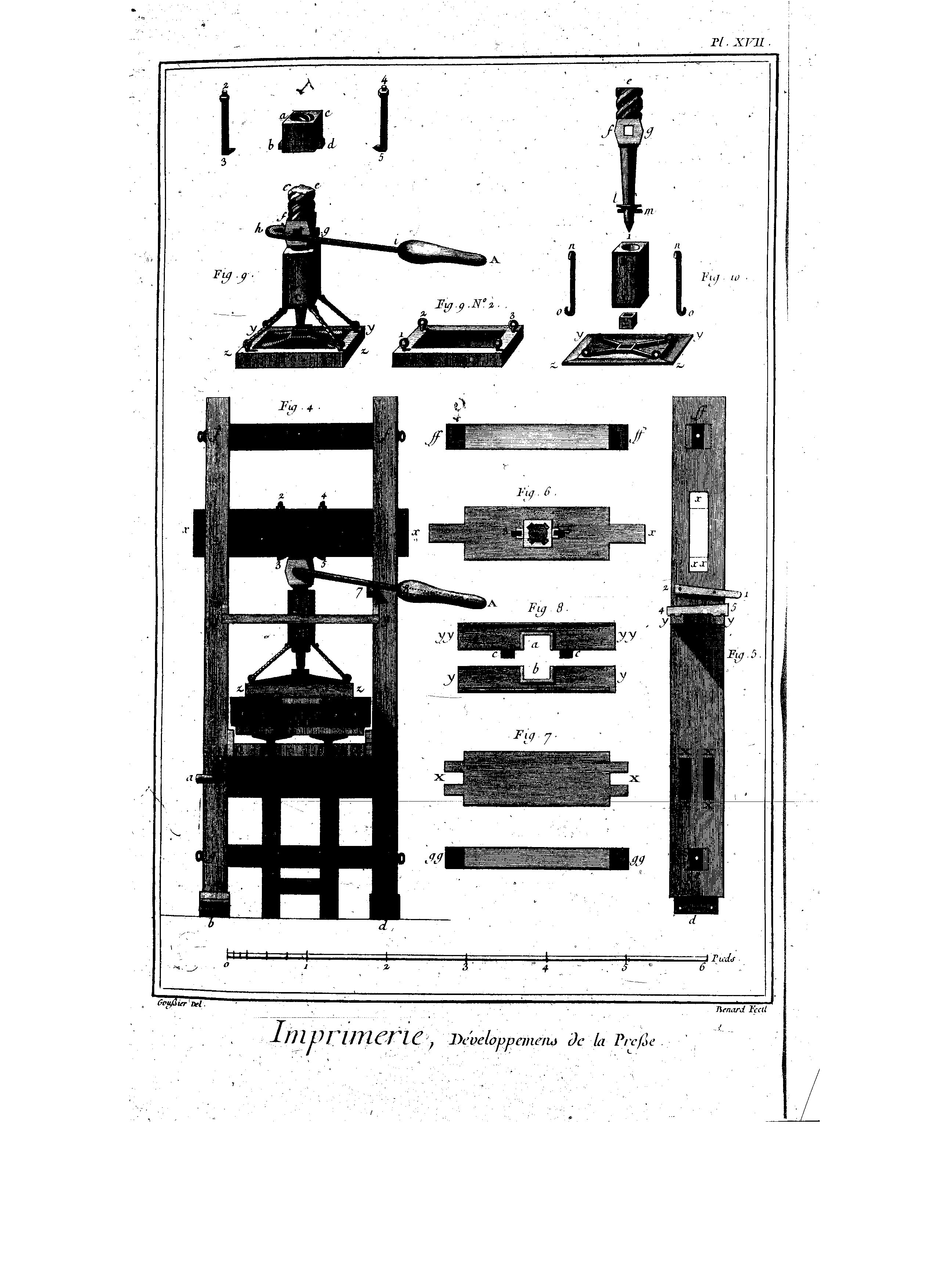
Ilustración Imprimerie. Développement de la presse. (Imprenta. Desarrollo de la imprenta) vol. 6, plancha 17 de la Encyclopédie ou Dictionnaire raisonné des sciences, des arts et des métiers.

André François le Breton (París, agosto de 1708-5 de octubre de 1779) fue un editor francés, del siglo XVIII, especialmente conocido por ser el principal editor e impulsor de la Encyclopédie ou Dictionnaire raisonné des sciences, des arts et des métiers.
Heredó el oficio de su abuelo materno, Laurent d'Houry (1683–1725), que editaba el famoso Almanach royal (Almanaque real). Se convirtió en impresor del Rey y amasó una gran fortuna.

## Le Breton y laEncyclopédie
Le Breton ha pasado a la historia como el editor principal e impresor de la Encyclopédie de Diderot y D'Alembert. 
También contribuyó con algunos artículos propios a la enciclopedia, pero actuó primordialmente como editor, a menudo contra las decisiones de Diderot.

### El nacimiento de laEncyclopédie
En 1745, Le Breton decidió publicar en Francia, una traducción de una enciclopedia de éxito en Inglaterra, la Cyclopaedia de Ephraim Chambers de 1728. Para ello, se asoció con tres libreros, Michel-Antoine David, Laurent Durand y Antoine-Claude Briasson, que ya habían editado el Diccionario de medicina de James. 
Inicialmente escogió a John Mills como director del proyecto, pero antes de un año lo despidió de forma abrupta, debido a su manifiesta incompetencia. Para sustituirlo eligió a Jean-Paul de Gua de Malves, cuyos métodos que tampoco le convencieron, por lo que en 1747 decidió reemplazarlo por Diderot, quien sería el verdadero impulsor y alma del proyecto junto a D'Alembert. 

### La censura de laEncyclopédie
Preocupado por la censura real y por la crítica de los medios más conservadores, Le Breton censuró algunos artículos de forma previa a su publicación, para tratar de hacerlos menos radicales, provocando con esto la ira de Diderot. En otros casos, la censura se produjo sin el conocimiento de este.
Acusado de haber destruido para siempre y sin remedio el texto original de la obra, durante mucho se creyó que Breton no guardó los artículos originales, pero este hecho se tornó incierto cuando en el siglo XX, se descubrieron los originales. Estas pruebas sirvieron para mostrar la extensión de la censura ejercida por Breton, que fue especialmente profunda en los artículos "Sarracenos o árabes" y "Filosofía pirroniana". En este último, Le Breton editó el artículo original de Diderot para atenuar el favor mostrado hacia Pierre Bayle, un filósofo del siglo XVII cuyas posiciones eran consideradas inaceptables.

### Aspectos económicos de laEncyclopédie
Se calcula que Breton y sus socios se repartieron unos dos millones y medio de libras como resultado de la edición de la Encyclopédie. Como consecuencia de las ganancias obtenidas, Le Breton murió muy rico, con un patrimonio estimado de 1.500.000 libras tornesas, más propio de un banquero que de un editor.

## Semblanza
Breton se comportó como un empresario precavido e intrépido al mismo tiempo que defendió su proyecto frente al Estado y la Iglesia y que no dudó también en traicionar y censurar a los enciclopedistas. Su fortuna se basó en la tenacidad.